# ليتنة

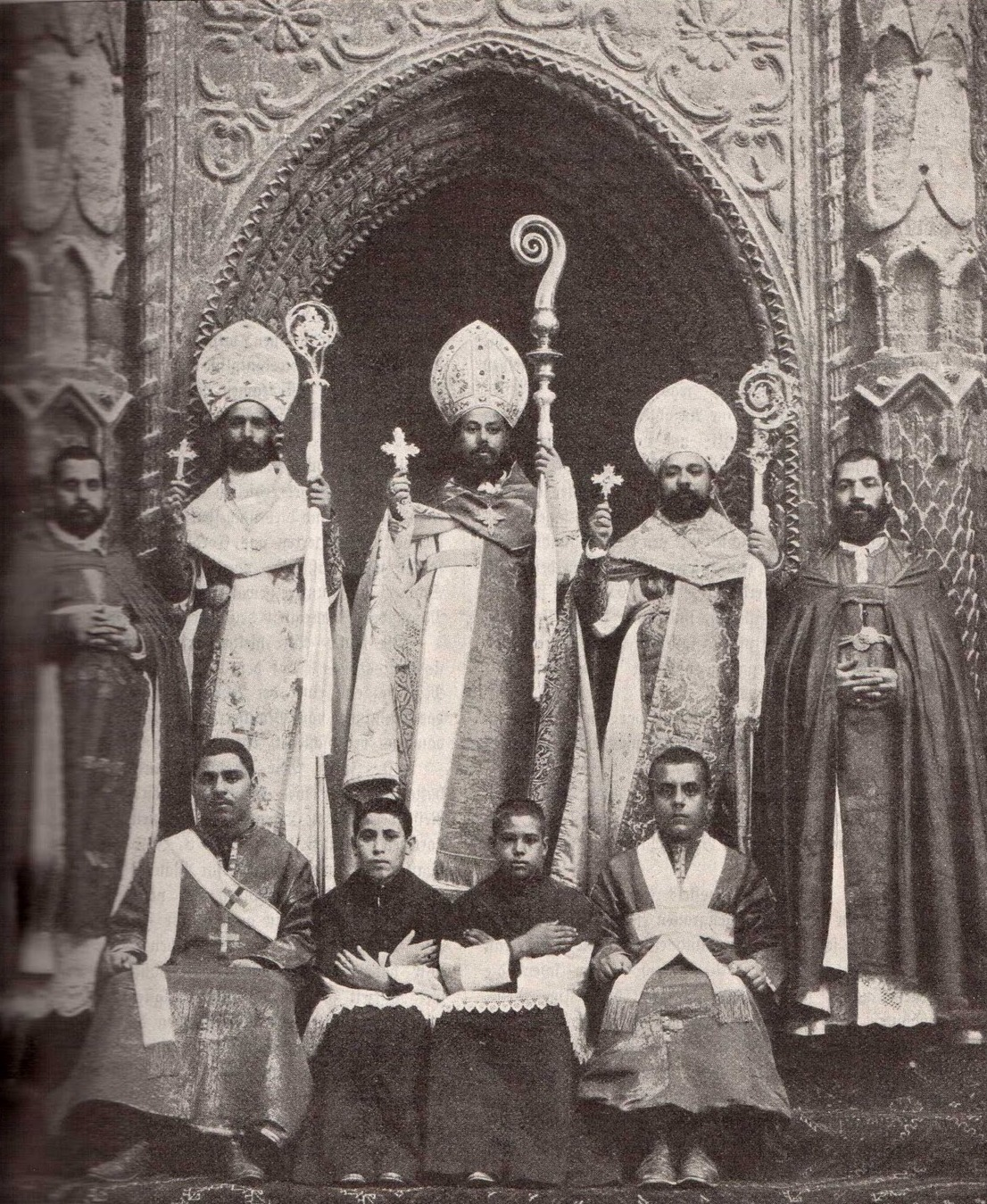
رجال الدين الأقباط، بمن فيهم الأساقفة، رغم أنهم يتبعون الطقس الشرقي، يستخدمون التيجان الكنسية (الميترات) والعصي الأسقفية بأسلوب لاتيني (كاثوليكي روماني).

الليتنة مصطلح يطلق على إدخال العادات والطقوس اللاتينية المستقاة من الطقس الروماني الكاثوليكي والذي يعرف أيضًا باسم «الطقس اللاتيني» إلى طقوس الكنائس المسيحية الشرقية وعلى وجه التحديد الكاثوليكية الشرقية.
بدأت عملية الليتنة من خلال البعثات التبشيرية في القرن السادس عشر وكانت الكنيسة المارونية أول من استقبلها قبل أن تنتقل نحو كنائس شرقية أخرى، وقد تسببت هذه البعثات ونشاط الرهبنات اللاتينية الأوروبية في الشرق الأوسط مشاكل وخلافات عديدة وانشقاقات في صفوف هذه الكنائس نفسها بين مؤيد للانفتاح على روما وبين مطالب بالابتعاد عن التشبه بها. خلال المراحل اللاحقة أخذت الليتنة الصفة القانونية من خلال المجامع المحلية للكنائس والتي أقرت سلسلة عادات من الكنيسة الرومانية الكاثوليكية وتبنتها كجزء من طقوسها، كارتداء التاج الأسقفي اللاتيني والقيام بالعماد بالرش لا بالتغطيس، وعدم التطليق بسبب الزنى واستخدام التماثيل في الكنائس الأمر الذي تنبذه الطقوس الشرقية بصفة عامة. أقل الكنائس تأثرًا بظاهرة الليتنة كانت كنيسة الروم الملكيين الكاثوليك، علمًا أنها امتدت لاحقًا لشتمل الهند وأفريقيا أيضًا.
بدءًا من أواخر القرن التاسع عشر وعلى عهد البابا ليون الثالث عشر أخذت تتراجع وتيرة الليتنة مع إعلاء شأن الطقوس المحلية، وهو ما أعاد التأكيد عليه المجمع الفاتيكاني الثاني بفصل كامل خصصه للكنائس الشرقية، وعقدت عدة كنائس مجامع محلية أعادت فيها جزءًا من طقوسها السابقة، يمكن أن يذكر في هذا الصدد المجمع البطريركي الماروني الذي ختم أعماله عام 2006، غير أن عددًا من هذه الطقوس باتت جزءًا من التراث الكاثوليكي الشرقي كمنح الافخارستيا بشكل منفصل عن العماد وعدم التطليق بسبب الزنا.